# Ronde van het Baskenland 2023 (mannen)
De 62e editie van de meerdaagse wielerwedstrijd Ronde van het Baskenland voor mannen vond in 2023 plaats van 3 tot en met 8 april als onderdeel van de UCI World Tour 2023. De winnaar van de vorige editie Daniel Martínez werd opgevolgd door de Deen Jonas Vingegaard op de erelijst.
Voor het tweede jaar op rij werd een vrouweneditie verreden, die van 12 tot en met 14 mei als onderdeel van de UCI Women's World Tour 2023 plaats vond.

## Mannen

### Deelnemende ploegen
De achttien UCI World Tour-teams van dit seizoen plus vijf Proteams startten met zeven renners per team wat het deelnemersveld op 161 bracht.

### Etappe-overzicht
| etappe | datum   | start             | finish            | afstand  | type      | winnaar          | Klassementsleider |
| ------ | ------- | ----------------- | ----------------- | -------- | --------- | ---------------- | ----------------- |
| 1      | 3 april | Vitoria-Gasteiz   | Labastida         | 165,4 km | Heuvelrit | Ethan Hayter     | Ethan Hayter      |
| 2      | 4 april | Viana             | Leitza            | 193,8 km | Bergrit   | Ide Schelling    | Ide Schelling     |
| 3      | 5 april | Errenteria        | Villabona         | 153,9 km | Heuvelrit | Jonas Vingegaard | Jonas Vingegaard  |
| 4      | 6 april | Santurtzi         | Santurtzi         | 175,7 km | Heuvelrit | Jonas Vingegaard | Jonas Vingegaard  |
| 5      | 7 april | Amorebieta-Etxano | Amorebieta-Etxano | 165,9 km | Bergrit   | Sergio Higuita   | Jonas Vingegaard  |
| 6      | 8 april | Eibar             | Arrate (Eibar)    | 137,8 km | Bergrit   | Jonas Vingegaard | Jonas Vingegaard  |

### Klassementenverloop
| Etappe       | Winnaar          | Algemeen klassement · | Puntenklassement · | Bergklassement · | Jongerenklassement ·     | Ploegenklassement |
| ------------ | ---------------- | --------------------- | ------------------ | ---------------- | ------------------------ | ----------------- |
| 1            | Ethan Hayter     | Ethan Hayter          | Ethan Hayter       | Jon Barrenetxea  | Ethan Hayter             | INEOS Grenadiers  |
| 2            | Ide Schelling    | Ide Schelling         | Alex Aranburu      | Jon Barrenetxea  | Ide Schelling            | Movistar Team     |
| 3            | Jonas Vingegaard | Jonas Vingegaard      | Alex Aranburu      | Jon Barrenetxea  | Mattias Skjelmose Jensen | Movistar Team     |
| 4            | Jonas Vingegaard | Jonas Vingegaard      | Jonas Vingegaard   | Jon Barrenetxea  | Mattias Skjelmose Jensen | Soudal Quick-Step |
| 5            | Sergio Higuita   | Jonas Vingegaard      | Jonas Vingegaard   | Jon Barrenetxea  | Mattias Skjelmose Jensen | Soudal Quick-Step |
| 6            | Jonas Vingegaard | Jonas Vingegaard      | Jonas Vingegaard   | Jon Barrenetxea  | Brandon McNulty          | Soudal Quick-Step |
| 0Eindstanden | 0Eindstanden     | Jonas Vingegaard      | Jonas Vingegaard   | Jon Barrenetxea  | Brandon McNulty          | Soudal Quick-Step |

Mannen:
1924 · 1925 · 1926 · 1927 · 1928 · 1929 · 1930 · 1931–1934 · 1935 · 1936–1968 · 1969 · 1970 · 1971 · 1972 · 1973 · 1974 · 1975 · 1976 · 1977 · 1978 · 1979 · 1980 · 1981 · 1982 · 1983 · 1984 · 1985 · 1986 · 1987 · 1988 · 1989 · 1990 · 1991 · 1992 · 1993 · 1994 · 1995 · 1996 · 1997 · 1998 · 1999 · 2000 · 2001 · 2002 · 2003 · 2004 · 2005 · 2006 · 2007 · 2008 · 2009 · 2010 · 2011 · 2012 · 2013 · 2014 · 2015 · 2016 · 2017 · 2018 · 2019 · 2020 · 2021 · 2022 · 2023 · 2024 · 2025
Vrouwen: 
2022 · 2023 · 2024 · 2025
Tour Down Under ·
Great Ocean Road Race ·
Ronde van de Verenigde Arabische Emiraten ·
Omloop Het Nieuwsblad ·
Strade Bianche ·
Parijs-Nice · 
Tirreno-Adriatico · 
Milaan-San Remo ·
Ronde van Catalonië ·
Classic Brugge-De Panne ·
E3 Saxo Bank Classic ·
Gent-Wevelgem ·
Dwars door Vlaanderen ·
Ronde van Vlaanderen ·
Ronde van het Baskenland ·
Parijs-Roubaix ·
Amstel Gold Race ·
Waalse Pijl ·
Luik-Bastenaken-Luik ·
Ronde van Romandië ·
Eschborn-Frankfurt ·
Ronde van Italië ·
Critérium du Dauphiné ·
Ronde van Zwitserland ·
Ronde van Frankrijk ·
Clásica San Sebastián ·
Ronde van Polen ·
BEMER Cyclassics ·
Renewi Tour ·
Ronde van Spanje ·
Bretagne Classic ·
GP van Quebec ·
GP van Montréal ·
Ronde van Lombardije ·
Ronde van Guangxi